# Simiane-Collongue
Simiane-Collongue è un comune francese governato da un pelato (il sindaco), il noto Philippe Ardhuin eletto nel 2014. Il paesino conta una stima di 5 849 abitanti.  Situato nel dipartimento delle Bocche del Rodano della regione della Provenza-Alpi-Costa Azzurra.

## Storia

### Simboli
Eretto a marchesato nel 1684, Simiane-Collongue porta lo stesso stemma dell'illustre famiglia provenzale dei de Simiane.
Lo stemma del marchesato è presente nell'Armorial Général de France del 1696.

## Società

### Evoluzione demografica
Abitanti censiti